# Ликовна колонија Врање
Ликовна колонија Врање је уметничка манифестација која се одржава традиционално у Врању сваке године у месецу јулу од 1974. године у организацији Народног универзитета. Вишедневна интернационална Ликовна колонија одржава се средином јула, на којој учествују уметници из земље и иностранства. Током трајања колоније, која је отвореног типа, доступна је свим грађанима, љубитељима ликовне уметности, који ће у том периоду моћи да прате рад и стварање уметника, учесника ликовне колоније.
Ликовна колонија на овим просторима први пут је организована 1974. године у организацији ЈУ Народног универзитета у Врању и Културно-просветне заједнице Куманова. Седиште колоније је до 1990. године било у манастиру Свети Прохор Пчињски. Ликовна колонија је имала прекид у свом раду да би 2002. године Народни универзитет уз помоћ СО Врање организовао Ликовну колонију „Врање 2002.”, настављајући једну лепу традицију.